# Halle-sur-Saale
Pour les articles homonymes, voir Halle.
 (mai 2025).
Si vous disposez d'ouvrages ou d'articles de référence ou si vous connaissez des sites web de qualité traitant du thème abordé ici, merci de compléter l'article en donnant les références utiles à sa vérifiabilité et en les liant à la section « Notes et références ».
Halle-sur-Saale (en allemand : Halle (Saale) ou Halle an der Saale, toutes deux prononcées [ˈhalə an deːɐ ˈzaːlə] ) est une ville d'Allemagne, située dans le Land de Saxe-Anhalt sur les bords de la Saale. Elle se trouve dans l'est du pays, entre les contreforts du Harz et la plaine germano-polonaise. Sa population était de 238 061 habitants en 2021.
En 806, une forteresse fut érigée à l'emplacement de la ville actuelle pour protéger les nombreux gisements de sel que compte la région, et qui selon certains donnèrent leur nom à la ville, hall signifiant « sel » en grec ancien (cf. halite) et en vieux celtique.
La ville eut son apogée à la fin du Moyen Âge, entre le XIVe siècle et le XVIe siècle. À cette époque fut construit le château Moritzburg qui fut jusqu'en 1541 la résidence favorite des archevêques de Magdebourg et de Mayence.
Halle fut une ville universitaire importante dès le XVIIe siècle.
Elle est connue notamment pour être la ville natale de Georg Friedrich Händel qui y naquit en 1685. Chaque année, un festival renommé rend hommage au compositeur.
Aujourd'hui, dans une superficie qui dépasse largement le centre-ville, s'étalent les vieilles bâtisses du Moyen Âge, les quelques bâtiments de la Renaissance que compte la ville, les très nombreuses maisons bourgeoises néoclassiques construites à la fin du XIXe siècle et au début du XXe siècle, les derniers bâtiments communistes et des logements modernes, colorés, et entourés de verdure.
Après la chute de la RDA, la ville a été en grand chantier avec notamment la restauration du château, gravement endommagé par la guerre de Trente Ans, la Seconde Guerre mondiale et la période communiste, la destruction des bâtiments publics de la RDA et des unités d'habitations, construites après la guerre, au milieu des vieux bâtiments, ces derniers étant remplacés par des bâtiments modernes ou des espaces verts. Aussi, la ville comptait dans les années 1990, à la suite du changement du système économique, l'un des plus hauts taux de chômage d'Europe (23,1 %).
Aujourd'hui, Halle concentre d’importantes usines chimiques et de construction mécanique, et se caractérise par un beau centre-ville qui a été presque entièrement rénové depuis la réunification. La ville compte environ 18 000 étudiants et une importante université, l'université Martin-Luther de Halle-Wittemberg, dont certains départements, notamment celui de biotechnologie, sont hautement réputés. La ville abrite également l'Académie nationale des sciences Leopoldina, ainsi que divers autres instituts de recherche reconnus.
Avec la ville de Leipzig, Halle forme aujourd’hui une grande agglomération comprenant presque deux millions d'habitants. L’agglomération est ceinturée de plusieurs autoroutes (A9, A14, A38, A143), en partie récemment construites. L'aéroport de Leipzig-Halle est l'aéroport intercontinental le plus moderne d’Allemagne. Au cœur de l'agglomération se trouvent aussi les sites de production de grands groupes industriels tels que BMW, DHL, Porsche ou Siemens. Il s'agit ainsi d'une des régions les plus dynamiques d’Allemagne.

## Toponymie

Le logo officiel de la ville en 2017.

Halle-sur-Saale est le nom usuel français,, pour désigner la ville sur les rives de la Saale et la différencier de Halle en Rhénanie-du-Nord-Westphalie ainsi que Halle en Belgique ou encore deux autres petites communes homonymes en Allemagne.
En allemand, le nom officiel a beaucoup évolué au fil du temps. De la fin du XVe siècle à la fin du XVIIe siècle, il était Hall in Sachsen (« Hall en Saxe ») ; jusqu'au début du XXe siècle, la ville était connue comme Halle an der Saale, (« Halle-sur-la-Saale ») ; de 1965 à 1995, la graphie Halle/Saale était utilisée. Depuis, on utilise sur le site officiel la forme Halle (Saale) ou le logo stylisé hallesaale HÄNDELSTADT (« hallesaale VILLE DE HÄNDEL ») en référence à Georg Friedrich Händel.
Le substantif halle en français et le substantif Halle en allemand ont certes actuellement pratiquement la même signification de « marché couvert ». Ce ne serait néanmoins pas là qu'il faudrait chercher l'origine du nom de la ville. D'après la littérature régionale du XIXe siècle et du début du XXe siècle, le terme Halle renverrait à un vieil étymon du celtique ou germanique Hal, Hall ou Halla qui signifie « sel ». Cet étymon se rapproche par le sens du verbe vieux-francique hallôn, ou hâler en français. Halle est située dans une région riche en sel et Hall, Hal ou Halle est un élément de nombreux toponymes germaniques indiquant l'extraction du sel à partir de la saumure naturelle ou l'exploitation de mines de sel.
Le professeur lipsien d'onomastique Jürgen Udolph (né en 1943) doute néanmoins de cette origine. Il pense plutôt que Halle et quelques autres toponymes composé de /hal/ renvoient à un radical indo-européen signifiant « pente » ou « inclinaison ».

## Histoire
| Appartenances historiques Principauté archiépiscopale de Magdebourg 1180-1680 Royaume de Prusse (duché de Magdebourg) 1680–1807 Royaume de Westphalie 1807–1813 Royaume de Prusse (province de Saxe) 1815–1918 Empire allemand 1871–1918 République de Weimar 1918–1933 Reich allemand 1933–1945 Allemagne occupée 1945–1949 République démocratique allemande 1949–1990 Allemagne 1990–présent |

### La colonisation franque

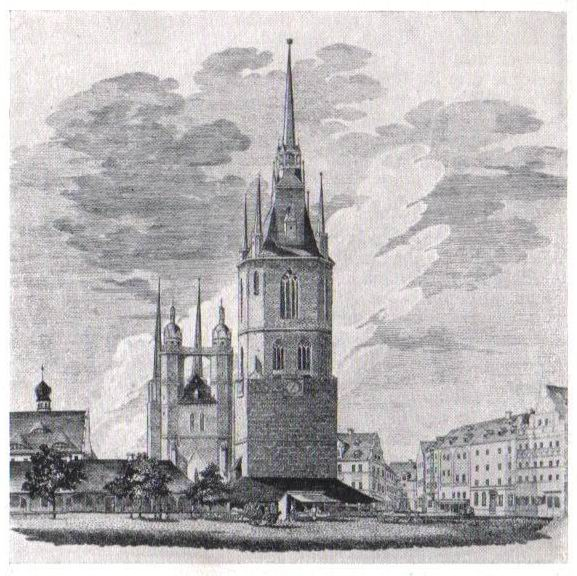
La Roter Turm vers 1824

Les mines de sel (qui doivent leur formation à un phénomène géologique dit « Faille du marché de Halle », en allemand Hallesche Marktplatzverwerfung) furent exploitées dès l'Antiquité sur le site même de la ville. De nouvelles fouilles conduites sur la place du marché montrent la continuité de l'exploitation du sel à Halle à travers les siècles. Le site à la Préhistoire a sans doute été occupé successivement par les Hermundures, les Angles et les Warnes (Thuringes) ainsi que par les Sorabes, qui appelaient cet endroit Dobrebora. En 735 le maire du palais franc Charles Martel s'empara de la région de Halle, installa les paroisses de Mersebourg et de Magdebourg, avant de confier en 738 à ses soldats la garde des salines de Dobrebora avec une oriflamme et le titre de « Confrérie des chevaliers de Notre-Dame ». La première mention du toponyme de Halle (Halla) apparaît dans le Chronicon Moissiacence daté de 806. L’empereur Otton Ier fonda en 968 l’évêché de Magdebourg, auquel Halle fut rattachée jusqu'en 1680. Vers 1120, la ville, enrichie par le commerce florissant du sel, s'étendit dans toutes les directions. La production de sel, d'abord privilège exclusif de l'archevêque, donna naissance vers la fin du XIIe siècle à la corporation des sauniers : il s'agissait d'hommes libres qui possédaient leur fabrique, et qui pouvaient céder des parts (ou actions) sur leur production de saumure en pleine propriété. C'est ainsi que se développa une bourgeoisie assez puissante pour imposer en 1263 à l’archevêque Rupertus de Magdebourg (de) un traité lui interdisant de construire un château à moins d'un mille ou d'ouvrir une nouvelle mine de sel. Les sauniers dirigeront ainsi la politique de la ville pendant des siècles. En 1281, Halle fut l'une des villes fondatrices de la Hanse, et en 1310 la charte consacrant l'autonomie administrative de la ville fut signée.

### La ville hanséatique
Comme pour les autres villes hanséates, il n'y eut aucune proclamation officielle pour l'adhésion de Halle à la ligue hanséatique. Une première évocation de cette adhésion apparaît dans une lettre du 4 mars 1281 portant mutation du droit de foire des marchands allemands de Bruges à L’Écluse pour les années 1280 à 1282. Mais les contacts étaient certainement déjà établis avec les villes de la Hanse depuis des décennies, car il existait des liens commerciaux très étroits avec les Flandres, alors plaque tournante du commerce européen. En 1294, Halle se joignit à 24 autres villes hanséatiques pour réclamer le report d'importants privilèges de la Hanse de Visby, sur l'île de Gotland en mer Baltique, vers Lübeck.
Halle ne fut jamais une cité considérable au sein de la Hanse ; régulièrement invitée aux congrès de la Hanse, elle y députait rarement des représentants, les bourgeois abandonnant les choix politiques à Magdebourg et Brunswick, les plus grandes villes de la Ligue des villes de Saxe. On n'a pas non plus de preuves que la principale marchandise de Halle, le sel, ait été chargé sur les cogues de la Hanse ; les indices de contact commerciaux noués depuis le XIIIe siècle avec les Flandres montrent plutôt une implication des marchands de Halle dans le commerce du drap. On érigea en 1341 un beffroi entre l'octroi et l'hôtel de ville, où furent conservés les diplômes et privilèges urbains jusqu'en 1835. La construction de la Rote Turm, un campanile « pour la gloire de Dieu et de la ville de Halle, ainsi que pour l'embellissement de tout le pays » (zur Ehre Gottes und der Stadt Halle wie der ganzen Umgebung zur Zierde), et qui devait devenir l’emblème de la ville, commença en 1418.
C'est en 1478, qu'après deux siècles l'indépendance de la ville prit fin. Dès 1484, l'archevêque Ernest II de Saxe fit édifier le donjon du Moritzburg au nord-ouest de la Halle, et y fit son entrée princière en 1503 : outre son rôle de résidence seigneuriale, il abritait une garnison chargée de contenir les velléités d'indépendance des sauniers. L'adhésion à la Hanse prit fin de facto avec le décret de l'archevêque Ernest de Wettin instituant une garnison en ville le 18 mars 1479, même si on trouve encore en 1506 Halle évoquée comme ville hanséate. Il faudra attendre encore 1518 pour que Halle, comme de nombreuses autres villes, soit définitivement déchue et radiée,.

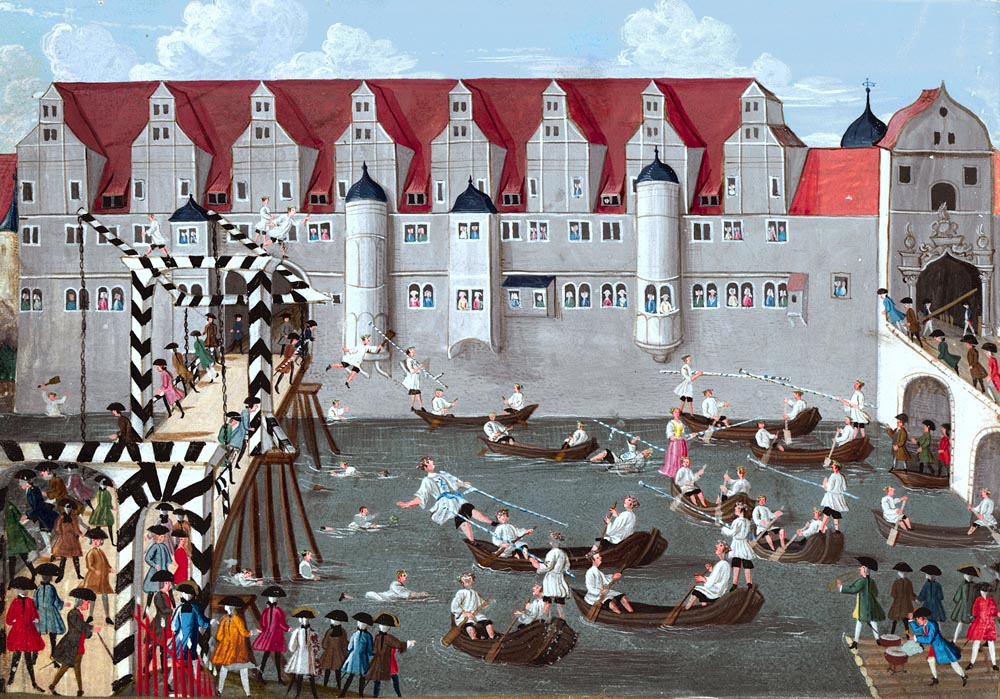
Naumachie devant la Neue Residenz vers 1735.

### Le cardinal Albert et la Réforme
Le Moritzburg demeura la résidence principale des archevêques de Magdebourg jusqu’en 1680, et c’est ainsi que le cardinal Albert de Brandebourg y passa l’essentiel de son existence. Lorsque la Réforme toucha Halle, il emmena avec lui sa cour et tous les objets d’art de la cathédrale, pour les mettre en sécurité à Mayence et Aschaffenburg. Son protégé Hans von Schönitz, qui habitait dans les mines (Kühlen Brunnen) près du marché, commença le ravalement des deux églises sur la place du Marché. De 1530 à 1554 les basiliques romanes Sainte-Gertrude et Sainte-Marie furent rasées et entre les deux tours restantes (la « Tour Bleue » et la « Hausmannsturm ») on édifia l’église de la Marktkirche, comportant elle-même quatre tours ; cet édifice marque la transition entre l’architecture gothique et l’architecture de la Renaissance. Tombé en disgrâce pendant les travaux, Hans von Schönitz fut incarcéré plusieurs années dans les geôles du château fort de Giebichenstein avant d'être exécuté. Or, non seulement les bourgeois furent excédés par cette exécution arbitraire, mais ils étaient scandalisés par la vie de sybarite que menait l’archevêque Albert. Martin Luther, qui condamnait pour des motifs moraux et religieux les dépenses inconsidérées, le trafic des indulgences et l’avidité maladive d'Albert de Brandebourg, prit la tête de la contestation.
Ce sont pourtant tout à la fois l'avidité et la passion d’Albert de Brandebourg pour l'architecture qui valurent à Halle certains des plus beaux édifices de la Renaissance, comme la Neue Residenz, les extensions du Moritzburg et de la cathédrale. Le paysage urbain en fut bouleversé : plusieurs bâtiments furent rasés, comme le monastère de Neuwerk, la chapelle Saint-Lambert et l’hôpital Saint Cyriaque. Pour mener à bien ces travaux, le prince archevêque fut plus d’une fois à court d'argent et dut vendre certains objets précieux pris sur le trésor de la cathédrale ainsi que plusieurs reliques. Sa déchéance morale et la banqueroute de l’archevêché précipitèrent le triomphe de la Réforme à Halle (1541).

### De la Réforme à la chute des nazis

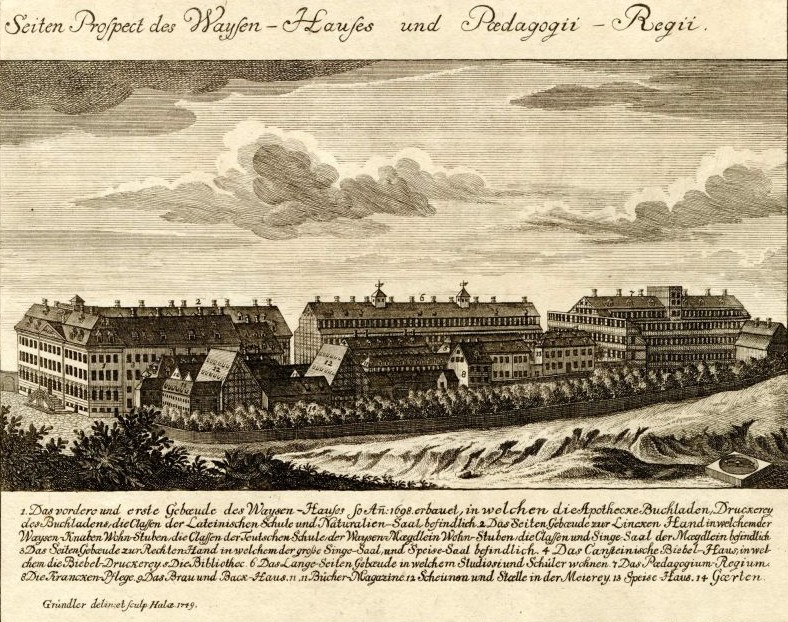
Gravure représentant la Fondation Francke (1749)

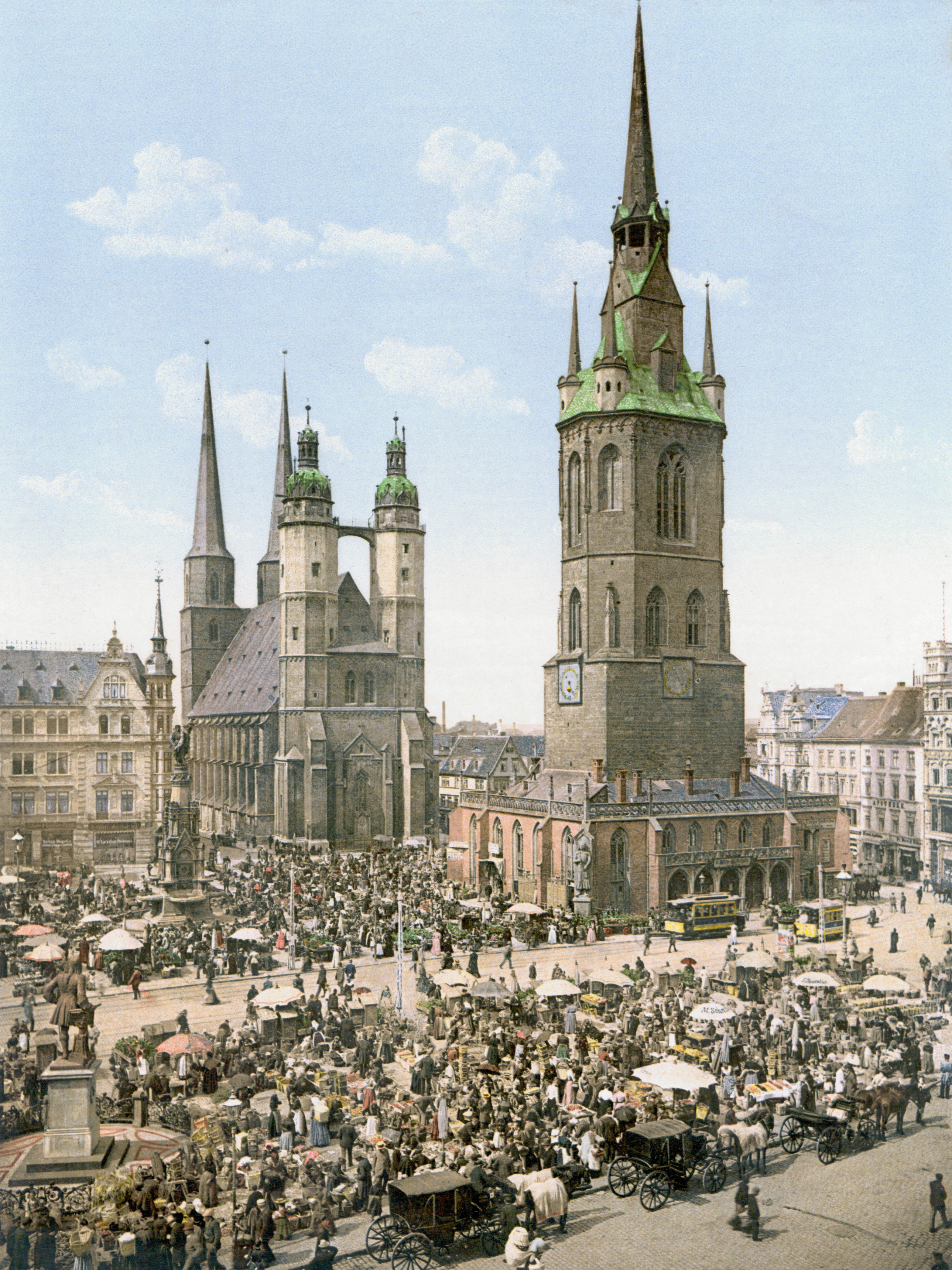
Halle à la Belle Époque.

C'est par les prêches de Justus Jonas que la Réforme gagna le siège épiscopal du diocèse de Magdebourg en 1541. Martin Luther vint lui-même plusieurs fois prodiguer la bonne parole dans la Marktkirche de Halle. Son corps devait d'ailleurs y être déposé lors de son transfert d’Eisleben à Wittemberg en 1546.
L'archevêché était désormais administré par un curateur. Au cours de la guerre de Trente Ans les troupes impériales commandées par Wallenstein occupèrent la ville en 1625, puis le Moritzburg fut incendié en 1637. À la mort du dernier curateur épiscopal, le duc Auguste de Saxe-Weissenfels, en 1680, Halle comme le reste du diocèse de Magdebourg fut rattachée à la marche de Brandebourg et devint par là-même en 1701 une ville du royaume de Prusse. Halle demeura jusqu'en 1714 capitale du duché de Magdebourg. Membre de l'Union de la Saale (Saalkreis), elle demeurait toutefois en tant que ville indépendante sous l'autorité directe du duché.
L’université de Halle (alma mater halensis) qui comporta d'emblée quatre facultés, ouvrit ses portes en 1694. Cette alma mater halensis se développa parallèlement à la Fondation Francke, un institut d'enseignement privé créé en 1698 pour la bourgeoisie et dont les aspirations annonçaient alors les Lumières. En 1710, le baron von Canstein et le pédagogue August Hermann Francke établirent à Halle la première école biblique Canstein.
Le 17 octobre 1806, au cours des guerres napoléoniennes, la division Dupont du corps d’armée du maréchal Bernadotte s'empara de la ville avant de battre l’armée de réserve prussienne. Quelques jours plus tard, Napoléon Ier visita la ville en personne et ordonna la dissolution de l’université. Au terme du traité de Tilsit (1807), Halle fut rattachée au royaume de Westphalie, puis en 1815 fut rendue à la Prusse, qui l'inclut dans le district de Mersebourg en province de Saxe. La réforme administrative qui s'ensuivit recréa l'arrondissement de la Saale dont le siège est encore de nos jours à Halle. Un « arrondissement de Halle » administra temporairement la région de 1819 à 1828. Puis la ville dépendit directement de Mersebourg pour les affaires administratives.
La sinistre prison de Halle, le « Roter Ochse », à la fois centre pénitentiaire et maison de redressement, date de 1842. Après avoir connu de multiples affectations, elle reste en fonction aujourd'hui. Ainsi en 1939 les nazis en firent un lieu d'exécution : 528 détenus politiques y furent assassinés, dont 170 étrangers. Au cours de la Seconde Guerre mondiale, 2 000 détenus y furent entassés dans une promiscuité telle que plusieurs devaient y mourir. Une partie des immenses locaux a d'ailleurs été aménagée en musée.
Les premiers tramways à chevaux sont apparus en 1882. À compter de cette date, Halle est une ville indépendante, dont la population franchit dès 1890 la barre des 100 000 habitants. C'est encore à Halle qu'en 1890 le Parti socialiste ouvrier d'Allemagne (SAP), réuni en congrès dans cette ville pour la première fois après 12 années de répression et d'application des lois anti-ouvrières de Bismarck (Sozialistengesetze), décida de changer de nom pour former le Parti social-démocrate d'Allemagne (SPD), qui a conservé ce nom depuis. Le premier tramway électrique (Stadtbahn Halle) entra en service en 1891, et dès le mois de juin 1891, trois lignes régulières fonctionnaient : c'était le premier réseau de tramway électrique d'Europe.

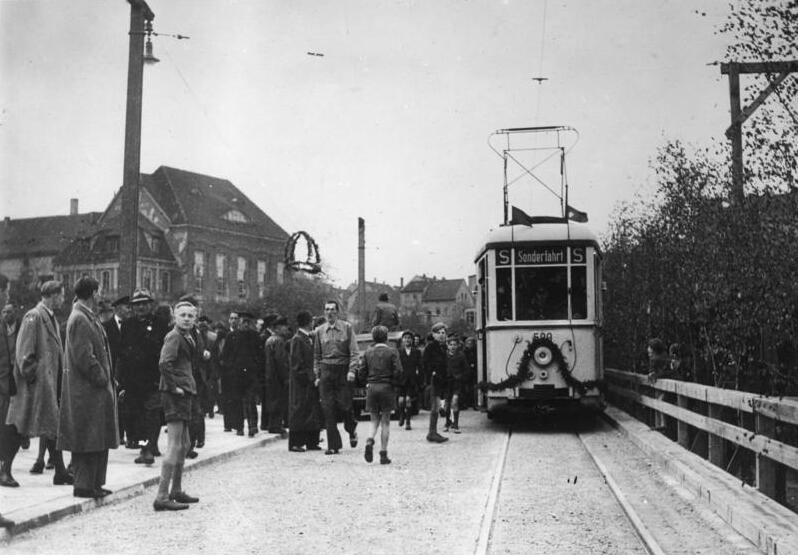
Le pont Giebichenstein-Saale reconstruit est de nouveau ouvert à la circulation le 1er mai 1948.

De toutes les grandes villes d'Allemagne, Halle ne connut au cours de la Seconde Guerre mondiale que peu de destructions. Des détenus polonais, tchèques, soviétiques, français, néerlandais, etc. du camp de concentration de Birkhahn-Mötzlich, une annexe de Buchenwald, furent victimes de travaux forcés dans les usines Siebel Flugzeugwerke, où l'on assemblait des avions de combat. Deux bombardements frappèrent finalement Halle : le premier le 31 mars 1945, le second dans les premiers jours d'avril. La gare de triage, qui était visée, resta intacte : les destructions frappèrent la première fois les bâtiments situés entre la gare et le centre-ville puis les quartiers sud. Le 19 avril 1945, le 7e corps de la 1re Armée américaine prit Halle d'assaut, incendiant au passage la vénérable Roter Turm. On estime que la ville a été relativement épargnée grâce à l'action du comte Felix von Luckner, du maire de la ville et d'un officier de la Wehrmacht qui convinrent de remettre sans combat la ville aux Américains. L'armée américaine évacua la ville en juillet 1945, laissant la place aux forces d'occupation soviétiques.

### L'urbanisme à l'époque de la RDA

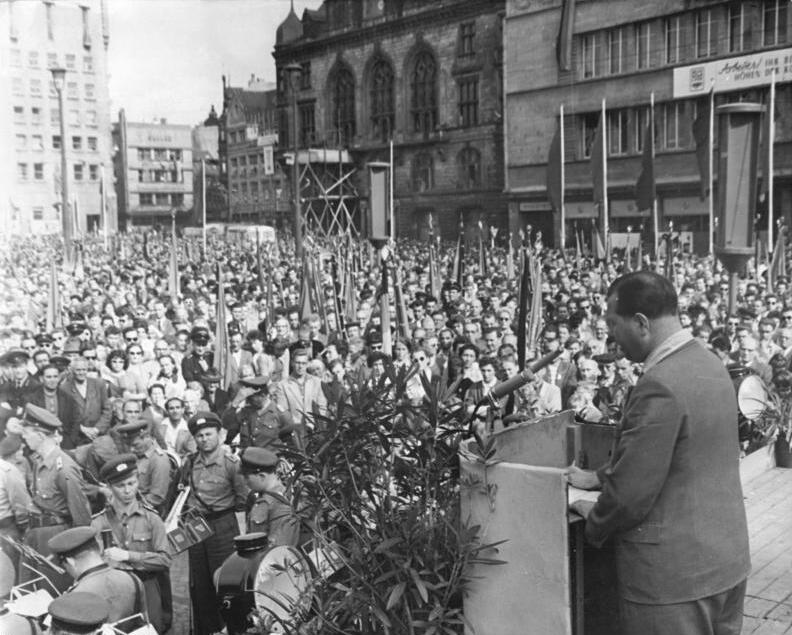
Première manifestation de la Fête du Travail, en 1959

Halle redevint provisoirement le chef-lieu de la Saxe prussienne, rebaptisée Land de Saxe-Anhalt en 1947. Avec la fusion des Länder de la RDA Halle devint en 1952 chef-lieu du district de Halle. Ce district a été dissous en 1990 et Halle-sur la-Saale, réunie désormais avec Halle-Neustadt, est maintenant rattachée au Bundesland de Saxe-Anhalt. Dans la mesure où Halle a été beaucoup moins touchée que les autres villes de RDA par les destructions accompagnant le second conflit mondial, on n'y fit guère d'investissements immobiliers (urbanisme, planification urbaine). La première grande extension de la ville, Wohnstadt-Sud, ne commença qu'en 1959. Suivirent les quartiers de Wohnstadt-Nord et de Halle-Silberhöhe (représentant à eux seuls 20 000 logements pour plus de 50 000 habitants). Mais le plus gros restait à venir : les années 1960 virent l'aménagement du quartier de Chemiearbeiterstadt Halle-West prévu initialement pour 70 000 habitants. Finalement ce quartier de Halle-West forma en 1967 une ville séparée, Halle-Neustadt, et devait garder ce statut jusqu'à la réunification en 1990. Les considérables ressources en matériau de construction du district furent longtemps réservées au développement de Halle-Neustadt. Mais comme le vieux centre-ville (Altstadt) se dépeuplait, les commerçants firent pression pour qu'on engage une réhabilitation des vieux quartiers. Dans les années 1980, les destructions en surface déparèrent l’Altstadt d'une part substantielle de son patrimoine historique ; mais ces années virent aussi l'édification de remarquables travaux de réhabilitation avec des constructions en panneaux industriels préfabriqués.

### Histoire récente
Le 9 octobre 2019, un attentat antisémite d'extrême-droite, commis pour la fête juive de Yom Kippour, tue deux personnes et en blesse deux autres gravement dans la synagogue de la ville.

## Politique et administration

### Liste des bourgmestres
| Portrait                                       | Identité                                   | Période      | Période  | Durée             | Étiquette   |
| Portrait                                       | Identité                                   | Début        | Fin      | Durée             | Étiquette   |
| ---------------------------------------------- | ------------------------------------------ | ------------ | -------- | ----------------- | ----------- |
| Pas de portrait sous licence libre disponible. | Alexander Vogt (d) (né le 14 octobre 1978) | 26 mars 2025 | En cours | 2 mois et 4 jours | indépendant |

## Monuments et lieux touristiques

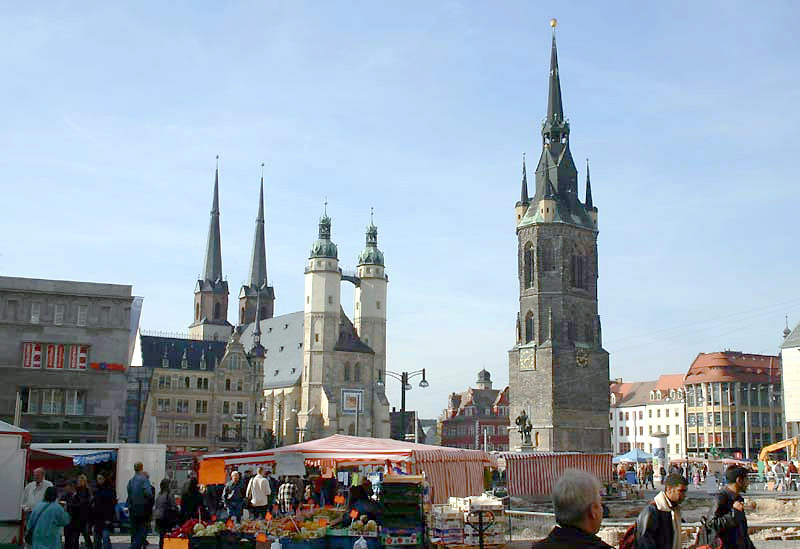
La place du marché avec l'église du marché (Marktkirche) et la tour rouge (Roter Turm).

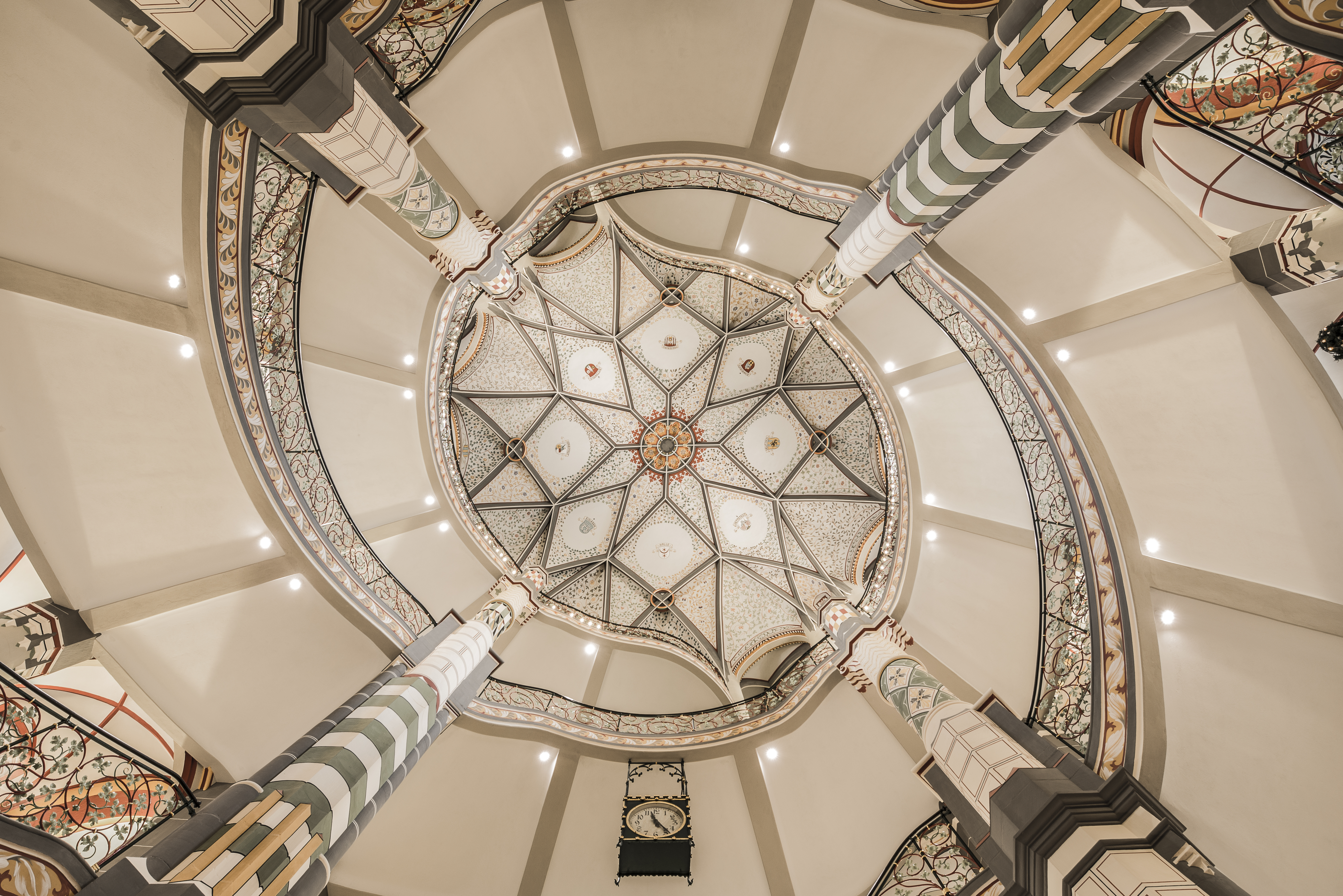
Escalier en montant dans le Landgericht Halle à Halle-sur-Saale. Décembre 2016.

- La Marktplatz, place du marché, est dominée par les quatre tours de la Marktkirche et par la Rote Turm (de), datant du XVe siècle et haute d'environ 80 mètres. Sur cette place se trouve une statue de Haendel.
- L'église du marché, ou l'église du marché Notre-Dame (de), fut édifiée de 1529 à 1554 sur les ruines de deux églises romanes. On peut voir la chaire de 1547, dont l'abat-voix (1596) est l’œuvre du sculpteur sur bois Heinrich Heidenreitter.
- L'église Saint-Maurice ou Moritzkirche (de), édifiée entre 1388 et 1511, appartient au style gothique flamboyant et possède des œuvres de Conrad von Einbeck (de).
- La cathédrale (Hallescher Dom) a été transformée sous Albert de Brandebourg en 1520. Elle s'apparente au style de la Renaissance. Les piliers portent les statues du Christ, des apôtres et de saints, exécutées vers 1520 dans l'atelier de Peter Schro, un des sculpteurs les plus talentueux de son temps.
- Les ruines du château de Giebichenstein, ancien palais des archevêques de Magdebourg.
- Le Moritzburg (de), en grande restauration, date de 1484. Il abrite la Galerie nationale de Moritzburg, qui contient la plus belle collection d'art de Saxe-Anhalt.
- La Fondation Francke et ses collections.
- Le Musée régional de la préhistoire (Landesmuseum für Vorgeschichte (de)) présente une collection unique de vestiges de la civilisation germanique pré-romaine. Il expose le disque céleste de Nebra.

- La maison de naissance de Georg Friedrich Haendel abrite le musée de musique de la ville.
- L'hôtel de ville (de) date de la fin du XIXe siècle.
- Le musée des Salines (de) est consacré à l'histoire des mines de sel et des Halloren (de), corporation des sauniers de Halle.

## Démographie de la ville
| Année               | Nombre d'habitants |
| ------------------- | ------------------ |
| 1300                | 4 000              |
| 1500                | 7 000              |
| 1600                | 10 000             |
| 1682                | 4 000              |
| 1751                | 13 460             |
| 1800                | 15 159             |
| 1820                | 23 408             |
| 3 décembre 1852 ¹   | 35 076             |
| 3 décembre 1855 ¹   | 35 500             |
| 3 décembre 1861 ¹   | 41 500             |
| 3 décembre 1864 ¹   | 45 800             |
| 3 décembre 1867 ¹   | 48 900             |
| 1er décembre 1871 ¹ | 52 600             |
| 1er décembre 1875 ¹ | 60 503             |
| 1er décembre 1880 ¹ | 71 484             |

| Année               | Nombre d'habitants |
| ------------------- | ------------------ |
| 1er décembre 1885 ¹ | 81 982             |
| 1er décembre 1890 ¹ | 101 401            |
| 2. décembre 1895 ¹  | 116 304            |
| 1er décembre 1900 ¹ | 156 609            |
| 1er décembre 1905 ¹ | 169 899            |
| 1er décembre 1910 ¹ | 180 843            |
| 1er décembre 1916 ¹ | 157 913            |
| 5 décembre 1917 ¹   | 155 059            |
| 8 octobre 1919 ¹    | 182 326            |
| 16 juin 1925 ¹      | 194 575            |
| 16 juin 1933 ¹      | 209 169            |
| 17 mai 1939 ¹       | 220 092            |
| 1er décembre 1945 ¹ | 212 382            |

| Année              | Nombre d'habitants |
| ------------------ | ------------------ |
| 29 octobre 1946 ¹  | 222 505            |
| 31 août 1950 ¹     | 289 119            |
| 31 décembre 1955   | 289 680            |
| 31 décembre 1960   | 277 855            |
| 31 décembre 1964 ¹ | 273 987            |
| 1er janvier ¹      | 257 261            |
| 31 décembre 1975   | 237 349            |
| 31 décembre 1981 ¹ | 232 622            |
| 31 décembre 1985   | 235 169            |
| 31 décembre 1988   | 236 044            |
| 31 décembre 1990 ² | 310 234            |
| 31 décembre 1995   | 282 784            |

| Année             | Nombre d'habitants |
| ----------------- | ------------------ |
| 31 décembre 2000  | 247 736            |
| 30 septembre 2005 | 237 513            |

¹ Résultat de recensement.
² 6 mai 1990 : Association de Halle et de Halle-Neustadt (Nouvelle ville de Halle).
Sources :
- Wikipédia en allemand.

## Personnalités liées à la ville

### Personnalités nées dans la ville
- Johann (Johannes Gottfried) Olearius (1611-1684), théologien.
- Georg Friedrich Haendel (1685-1759), compositeur.
- Johann David Michaelis (1717-1791), orientaliste, professeur à Halle.
- Johann Friedrich Bause (1738-1814), graveur.
- Therese Albertine Luise Robinson (1797-1870), écrivaine et traductrice américaine d'origine allemande.
- Johann Eduard Erdmann (1805-1892), professeur à l'université de Halle, ville où il est mort.
- Ferdinand Dümmler (1859-1896), philologue et archéologue.
- Rodolphe Lenz (1863-1938), linguiste.
- Eugen Kirchner (1865-1938), artiste.
- Paul Nisse (1869-1949), sculpteur et peintre.
- Hugo Erfurth (1874-1948), photographe.
- Walther Wüster (1901-1949), diplomate nazi.
- Reinhard Heydrich (1904-1942), créateur et chef du RSHA, Reichprotektor de Bohême-Moravie, exécuté par la résistance tchèque (opération Anthropoid)
- Gerhard Geyer (1907-1989), sculpteur.
- Eva Maria Pieckert (1955- ), chanteuse.
- Kerstin Müller (1969-), championne olympique d'aviron.
- Stefan Henze (1981-2016), céiste pratiquant le slalom.
- Christoph Letkowski (1982- ), musicien et acteur allemand apparu dans la série policière allemande Alerte Cobra.
- Georg Hagen Moritz Listing (1987- ), musicien, bassiste-pianiste du groupe Tokio Hotel.
- Kai Pflaume (1967- ), animateur de télévision.
- Franziska Hildebrand (1987- ), biathlète.
- Bernd Bransch (1944-2022), footballeur allemand.

### Personnalités mortes à Halle
- Johann Heinrich Michaelis (1668-1738), orientaliste allemand.
- Johann Christoph Hoffbauer (1766-1827), philosophe, professeur à l'université de Halle.
- August Friedrich Pott (1802-1887), linguiste, professeur à l'université de Halle.
- Wilhelm Dittenberger (1840-1906), philologue allemand.
- Hans Bauer (1878-1937), philologue allemand, professeur à l'université de Halle.
- Georg Cantor (1845-1918), mathématicien, professeur à l'université de Halle, créateur de la théorie des ensembles.
- Reinhold Lohse (1878-1964), musicien de rue.
- Théo Gerhards (1900-1943), résistant alsacien, guillotiné à la prison Roter Ochse (de) de Halle.
- Joseph-Louis Metzger, (1905-1943) résistant alsacien, guillotiné à la prison à la prison Roter Ochse de Halle.
- Charles Liéby (1908-1943), résistant alsacien, guillotiné à la prison à la prison Roter Ochse de Halle.
- Emile Wendling (1913-1943), résistant alsacien, guillotiné à la prison à la prison Roter Ochse de Halle.
- Gudrun Goeseke (1925-2008), orientaliste allemande.

### Autre personnalité
- Felix von Luckner (1881-1966), officier de la Kaiserliche Marine, navigateur et écrivain connu aux États-Unis dans l’entre-deux-guerres ; a été chargé de négocier la reddition de Halle auprès des autorités américaines à la fin de la Seconde Guerre mondiale en 1945.

## Jumelages
La ville de Halle est jumelée avec :
| Ville | Ville      | Pays | Pays       | Période                 |
| ----- | ---------- | ---- | ---------- | ----------------------- |
|       | Coimbra    |      | Portugal   | depuis 1975             |
|       | Grenoble   |      | France     | depuis 1976             |
|       | Hildesheim |      | Allemagne  | depuis le 21 avril 1990 |
|       | Jiaxing    |      | Chine      | depuis mai 2009         |
|       | Karlsruhe  |      | Allemagne  | depuis septembre 1987   |
|       | Linz,      |      | Autriche   | depuis 1975             |
|       | Oufa       |      | Russie     | depuis 1997             |
|       | Oulu       |      | Finlande   | depuis octobre 1972     |
|       | Savannah   |      | États-Unis |                         |
|       | Sfax       |      | Tunisie    | depuis 2014             |

## Culture
- Festival de Break dance « Breathe in — Break out! »[20]
- (85196) Halle, astéroïde nommé en honneur de la ville.
- Festival Haendel, consacré à la musique du compositeur, natif de la ville[21].